# 昌吉市
昌吉市（維吾爾語：سانجى شەھىرى‎）是新疆维吾尔自治区昌吉回族自治州的州府，地处亚欧大陆的中心，天山山脉北麓，准噶尔盆地南缘，是国家卫生城市、中国优秀旅游城市、国家园林城市、全国科技进步示范市和全国双拥模范城市。人口約61万人，市人民政府駐延安北路街道。
昌吉市东距首府乌鲁木齐30公里，国际机场18公里，312国道、乌奎高速公路和北疆铁路穿城而过，使昌吉市处于承东启西、沟通南北的“黄金通道”，而且成为了首府乌鲁木齐“半小时经济圈”辐射的核心。

## 历史

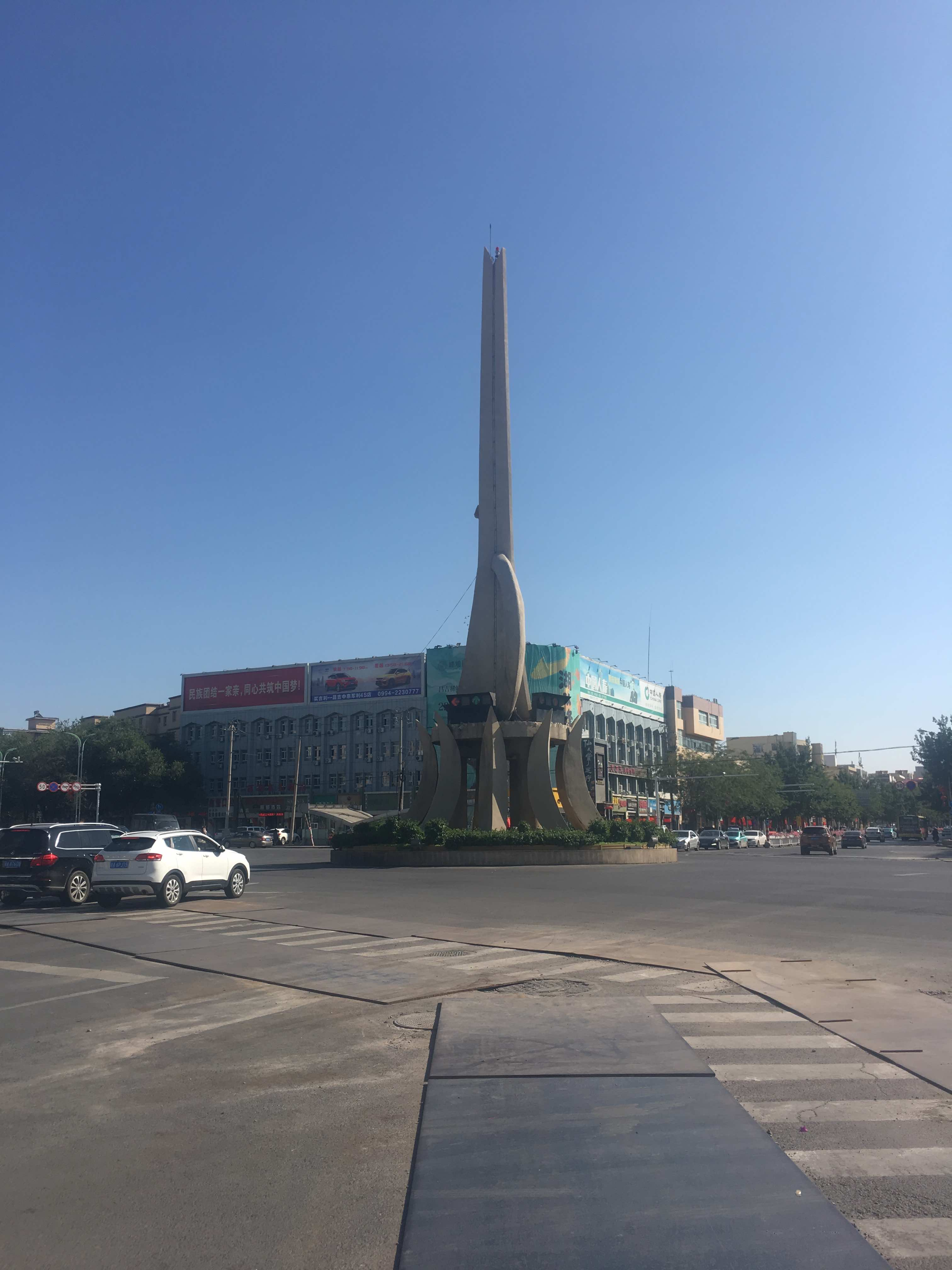
飞马环岛，昌吉市

西汉时 ，本境属西域36国之一的车师国，后车师国分前部和后部，本境即属车师后部。西汉太初三年（前102年），西汉在西域设使者校尉。公元前60年，西汉建立西域都护府，汉宣帝元康四年（前62年）在北庭（今吉木萨尔县）设戊己校尉，前后行政400余年。公元3世纪初至6世纪中叶，境内先后为高车、柔然、突厥、西突厥铁勒部等部族游牧驻地。
唐贞观十四年（640年），设庭州，辖金满、轮台、蒲类、西海四县，相当于今昌吉州的大部分地区。武后长安二年（702年）设北庭大都护府，辖天山以北，巴尔喀什湖以南的广大地区。宋时，本境先后属吐蕃、回鹘汗国。元属察合台汗国。
清康熙三十六年（1697年），清康熙灭噶尔丹部。乾隆二十七年（1762年），本境属伊犁将军管辖，后乾隆在迪化设镇迪道，光绪十年（1884年），新疆建省，昌吉州大部归迪化府。
- 1954年7月8日，成立昌吉回族自治区。
- 1955年3月11日改名为昌吉回族自治州，1958年将玛纳斯、呼图壁、奇台、吉木萨尔、阜康、木垒等县划入全州管辖。
- 1959年，将乌鲁木齐县划归乌鲁木齐。
- 1983年后，昌吉市、阜康县、米泉县相继建市。
- 2007年，将昌吉回族自治州米泉市并入乌鲁木齐市，撤销米泉市；设立乌鲁木齐市米东区，以原米泉市和乌鲁木齐市东山区的行政区域为米东区的行政区域。[2]

## 地理
昌吉市位于天山北麓、亚欧大陆腹地、准噶尔盆地南缘，东邻乌鲁木齐市，西毗呼图壁县，南与新疆巴音郭楞蒙古自治州和静县相接，北与新疆塔城地区和布克赛尔县、阿勒泰地区福海县接壤。总面积8215平方千米。昌吉市地貌类型大体分为山地、平原、沙漠三大部分。整个地势为南高北低，呈阶梯状，南北高差4000多米。南部山地为天山山区，中部为冲积平原，北部为古尔班通古特大沙漠，沙丘为固定和半固定型，丘间地势平坦。
昌吉市属中温带区，为典型的大陆性干旱气候，具有冬季寒冷、夏季炎热、昼夜温差大的特点。由于地形条件的影响，由南向北气候差异较大，南部夏季降水较多；北部沙漠性气候特征显著。昌吉州日照充足，年日照时数为2700小时；热量条件也较为充足，年≥10℃积温为3450℃，年平均气温6.8℃，1月份平均气温为-15.6℃，7月份平均气温为24.5℃；年平均降水量为190毫米，夏季降水量明显多于冬季；年无霜期为160-190天。
| 1981–2010年间昌吉市的平均气象数据 | 1981–2010年间昌吉市的平均气象数据 | 1981–2010年间昌吉市的平均气象数据 | 1981–2010年间昌吉市的平均气象数据 | 1981–2010年间昌吉市的平均气象数据 | 1981–2010年间昌吉市的平均气象数据 | 1981–2010年间昌吉市的平均气象数据 | 1981–2010年间昌吉市的平均气象数据 | 1981–2010年间昌吉市的平均气象数据 | 1981–2010年间昌吉市的平均气象数据 | 1981–2010年间昌吉市的平均气象数据 | 1981–2010年间昌吉市的平均气象数据 | 1981–2010年间昌吉市的平均气象数据 | 1981–2010年间昌吉市的平均气象数据 |
| 月份                              | 1月                               | 2月                               | 3月                               | 4月                               | 5月                               | 6月                               | 7月                               | 8月                               | 9月                               | 10月                              | 11月                              | 12月                              | 全年                              |
| --------------------------------- | --------------------------------- | --------------------------------- | --------------------------------- | --------------------------------- | --------------------------------- | --------------------------------- | --------------------------------- | --------------------------------- | --------------------------------- | --------------------------------- | --------------------------------- | --------------------------------- | --------------------------------- |
| 平均高温 °C（°F）                 | −9.1 (15.6)                       | −5.5 (22.1)                       | 5.6 (42.1)                        | 19.3 (66.7)                       | 26.2 (79.2)                       | 30.9 (87.6)                       | 32.6 (90.7)                       | 31.6 (88.9)                       | 25.6 (78.1)                       | 15.9 (60.6)                       | 3.4 (38.1)                        | −6.5 (20.3)                       | 14.2 (57.5)                       |
| 日均气温 °C（°F）                 | −14.2 (6.4)                       | −10.5 (13.1)                      | 0.5 (32.9)                        | 12.3 (54.1)                       | 19.0 (66.2)                       | 23.8 (74.8)                       | 25.6 (78.1)                       | 24.1 (75.4)                       | 18.0 (64.4)                       | 9.0 (48.2)                        | −1.1 (30.0)                       | −11.0 (12.2)                      | 8.0 (46.3)                        |
| 平均低温 °C（°F）                 | −18.4 (−1.1)                      | −14.9 (5.2)                       | −3.9 (25.0)                       | 6.1 (43.0)                        | 12.6 (54.7)                       | 17.4 (63.3)                       | 19.4 (66.9)                       | 17.5 (63.5)                       | 11.6 (52.9)                       | 3.8 (38.8)                        | −4.6 (23.7)                       | −14.5 (5.9)                       | 2.7 (36.8)                        |
| 平均降水量 mm（）                 | 8.5 (0.33)                        | 8.3 (0.33)                        | 11.9 (0.47)                       | 22.2 (0.87)                       | 26.3 (1.04)                       | 22.5 (0.89)                       | 25.2 (0.99)                       | 19.7 (0.78)                       | 15.1 (0.59)                       | 16.2 (0.64)                       | 15.0 (0.59)                       | 11.4 (0.45)                       | 202.3 (7.97)                      |
| 平均相對濕度（％）                | 81                                | 79                                | 70                                | 48                                | 45                                | 45                                | 47                                | 46                                | 50                                | 62                                | 77                                | 82                                | 61                                |
| 来源：中国气象数据网              |                                   |                                   |                                   |                                   |                                   |                                   |                                   |                                   |                                   |                                   |                                   |                                   |                                   |

## 资源
昌吉市拥有丰富的矿产资源和水电资源。矿产有煤、铁、金、硫磺、白矾、芒硝、石灰石等。辖区可利用水资源总量为6亿立方米，城市自来水日供应能力为5万立方米。煤炭资源达500亿吨以上，天然气储量面积100平方千米。

## 行政区划
昌吉市下辖6个街道办事处、8个镇、1个乡、1个民族乡：
宁边路街道、延安北路街道、北京南路街道、建国路街道、中山路街道、绿洲路街道、硫磺沟镇、三工镇、榆树沟镇、二六工镇、大西渠镇、六工镇、滨湖镇、佃坝镇、阿什里哈萨克族乡、庙尔沟乡、新疆昌吉国家农业科技园区和昌吉市北部荒漠生态保护管理站。

## 交通

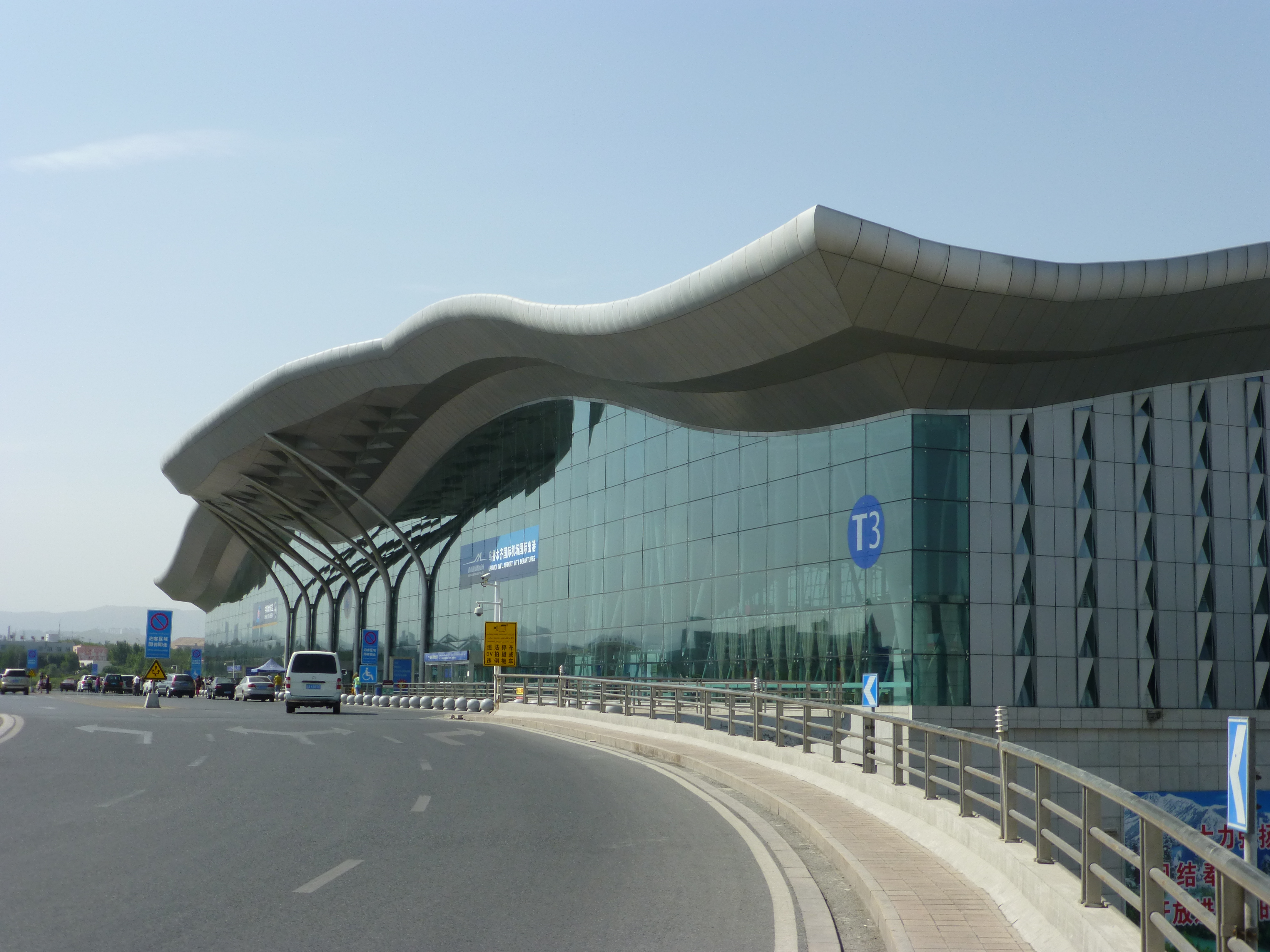
乌鲁木齐地窝堡机场3号航站楼

### 公路
连霍高速、 312国道、 335国道过境。

### 铁路
北疆铁路：昌吉站

### 市内/城乡公交
昌吉公共交通集团有限责任公司自2000年以来，在全疆率先实现了城乡公交一体化管理，截止2021年12月，昌吉公共交通集团拥有1000余名员工、500余辆营运客车、总资产达2.6亿元，公交线路50余条。

### 轨道交通建设
■UC 　乌鲁木齐昌吉磁浮线　
（近期规划建设中）
该项目的业主为新疆城际磁浮交通有限公司，本线起于乌鲁木齐地窝堡国际机场，起点站国际机场站与乌鲁木齐地铁1、2 号线车站近距离换乘，出站向西下穿机场改扩建工程后出地面，沿乌昌快速路、S112 省道、乌昌辅道-乌伊路路中高架敷设，经兵团十二师五一新镇至昌吉市，终于昌吉西外环站。线路全长 24.1km，地下线 5.2km，高架线 18.9 km，设车站 5 座，设昌吉车辆基地 1 处，出入段线接轨与西外环站。
建设历程
2005年12月23至24日，乌昌党委召开第二次扩大会议，着重讨论了乌昌“十一五”规划。乌昌“十一五”规划明确提到，乌鲁木齐市和昌吉市要优先发展城市公共交通，并启动乌鲁木齐—昌吉城际轨道交通。
2016年，昌吉州参加自治区十二届人大四次会议的代表就向大会提交了乌昌磁悬浮项目建设的建议。
2021年3月20日，昌吉州政务服务和公共资源交易管理局发布《乌昌磁悬浮项目勘察招标公告》
2021年5月17日，昌吉州公共资源交易网发布中标结果公告，湖南磁浮技术研究中心有限公司、湖南省交通规划勘察设计有限公司和北京铁专院工程咨询有限公司联合体等三家单位中标乌昌磁悬浮项目全过程技术咨询服务项目。
2022年1月25日，据自治区十三届人大五次会议上昌吉州代表提出加快乌昌轨道交通项目建设。该项目已完成可行性研究，即将进入实质性的选址修建阶段。

### 航空
- 乌鲁木齐地窝堡国际机场（维吾尔语：ئۈرۈمچى دىئوپا خەلقئارا ئايروپورتى，IATA代码：URC；ICAO代码：ZWWW）

位于昌吉市西南方向16公里，是中国南方航空、中国国际航空、海南航空、天津航空、四川航空、乌鲁木齐航空的基地机场。在1980年代初期为中国四大机场之一，现在是八大国内区域枢纽之一。旅客吞吐量于2011年11月突破一千万人次，2018年旅客吞吐量为2302.8万人次，居全国第19位。主要服务于乌鲁木齐、昌吉等城市。

## 经济
农业和工业是昌吉市国民经济发展的两大龙头。昌吉市是全疆唯一的农业产业化和畜牧业产业化示范市，是全疆重要的农产品加工基地。昌吉市已形成农副产品、机电制造、石油化工、新型建材、矿产资源深加工、高新技术为骨干的六大工业体系。

## 人口
2020年末，根据第七次人口普查数据显示：全市常住人口为607441人。
根据公安人口统计年报数据显示，2017年末，全市辖区总人口547481人，其中户籍人口383554人，暂住人口163927人。户籍人口中（下同），总户数132578户，其中，地方127510户358718人；兵团5068户24836人。城镇人口242498人，乡村人口141056人。按性别分，男性190521人，女性193033人，总人口性别比（以女性为100，男性对女性的比例）为98.7。按年龄段分，0-17岁72864人，18-34岁87171人，35-59岁166576人，60岁及以上56943人。汉族279301人，占总人口的72.82%；少数民族104253人，占总人口的27.18%，其中，维吾尔族10729人，占总人口的2.8%；哈萨克族19886人，占总人口的5.18%；回族66337人，占总人口的17.3%；其他少数民族7301人，占总人口的1.9%。全市户口登记新出生人口5406人，出生率14.21‰，死亡人数3132人，死亡率8.23‰。人口自然增长率为5.98‰。

## 旅游
昌吉市具有独具魅力的旅游资源，分为南部天山风光、中部田园农家乐和北部胡杨林三大区，是全疆农家乐旅游的发源地，千亩胡杨林景区是全疆离城市最近的胡杨林自然保护区。昌吉市享有“天然氧吧”之称，在全国生态环境质量评价中连续被评为优秀。

## 文化
昌吉市民风淳朴，以回族为主的各民族热情好客，长期以来，各民族和睦相处，文化相互影响，形成了昌吉市海纳百川、广交四海朋友的人文特质。文化资源方面，回族花儿和回民餐饮独具特色，每年开展“花儿艺术节”、“民族风情节”、“美食文化节”等活动。